# Osttimoresischer Film
Der Osttimoresische Film umfasst das nationale Filmschaffen der südostasiatischen Inselrepublik Osttimor. Das kleine, erst 2002 unabhängig gewordene Land steht noch ganz am Anfang einer eigenständigen Filmgeschichte.

## Geschichte

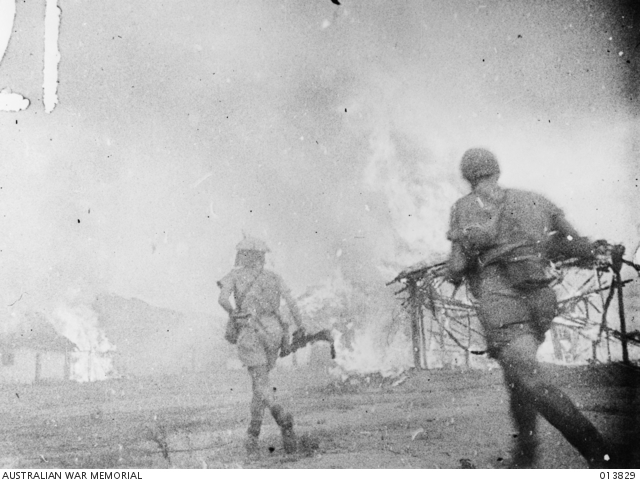
Szene aus Men of Timor: Australische Soldaten brennen das timoresische Dorf Mindelo nieder, damit es nicht als japanische Basis genutzt werden kann. (Nov./Dez. 1942)

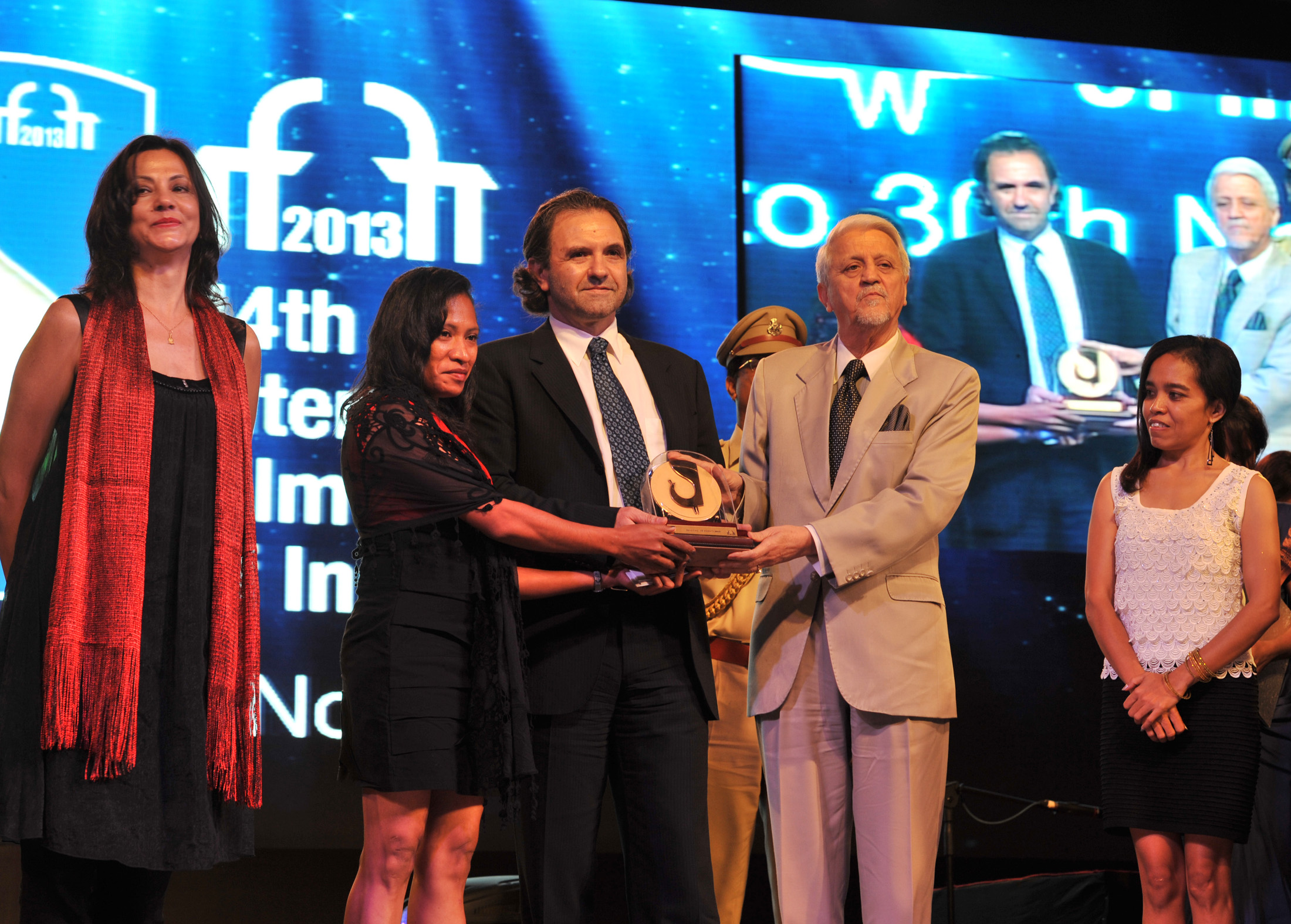
Bety Reis (2. von links) bei der Auszeichnung ihres Films A Guerra da Beatriz beim 44. International Film Festival of India in Goa, das wie Osttimor jahrhundertelang portugiesisch war.

Osttimor war seit der Ankunft der Portugiesen, die 1515 als erste Europäer auf der Insel Timor ankamen, portugiesische Kolonie. Während etwa im ebenfalls portugiesischen Angola bereits seit 1913 Filme produziert wurden, sind Filme mit Bezug zu Osttimor erstmals 1934 dokumentiert, als im Rahmen von Filmproduktionen für die erste portugiesische Kolonialausstellung (Primeira exposição colonial portuguesa, 1935) ein osttimoresisches Dorf auf dem Ausstellungsgelände in Porto nachgebaut und gefilmt wurde. Auch in weiteren Filmen zu danach folgenden Kolonialausstellungen wird die Kolonie Portugiesisch-Timor erwähnt oder weitergehend behandelt, ohne dass bewegte Bildaufnahmen in Osttimor selbst gemacht wurden.
Die ersten Aufnahmen in Portugiesisch-Timor selbst entstanden im Zusammenhang mit dem Zweiten Weltkrieg und wurde nicht von Portugiesen, sondern 1942 von den japanischen Invasoren und später von australischen Kriegsberichterstattern während der Schlacht um Timor 1942 bis 1943 gemacht. Im November drehten der Filmemacher Damien Parer und der Kriegsberichterstatter Bill Marien den Film Men of Timor, der viel Aufsehen in den verbündeten Ländern erregte. Die japanischen Aufnahmen wurden gegen Kriegsende von den Japanern selbst zerstört.
Die ersten Filmaufnahmen nach dem Krieg in Portugiesisch-Timor entstanden danach in Form von zwei Dokumentarfilmen, die von der Sociedade Agrícola Pátria e Trabalho, ein monopolistisches Agrarunternehmen in Osttimor, in Auftrag gegeben, finanziert und produziert wurden. Das Unternehmen wollte nach dem Ende des Krieges und der japanischen Besatzung neue Aufmerksamkeit für sich und seine Produkte fördern. Der beauftragte Regisseur Tony Berwald zeigte im 1949 erschienen ersten Film namens Colónia de Timor (portugiesisch für: Kolonie Timor) die kulturelle und landschaftliche Vielfalt Osttimors, und dokumentarisch bis propagandistisch auch den Wiederaufbau im Krieg zerstörter Gebäude, die wirtschaftliche Erholung Osttimors und die wiederhergestellte Ordnung durch die Kolonialverwaltung. Zu erwähnen insbesondere Aufnahmen traditioneller lokaler Tänze in Maliana, darunter der im Film als Loro sae betitelte Tanz, bei dem Enthauptungen von feindlichen Kriegern gezeigt werden. Der zweite, 1950 erschienene Auftragsfilm trug den Titel Ressurgimento do café em Timor (portugiesisch für: Rückkehr des Kaffees in Timor) und zeigte Anbau und Verarbeitung von Kaffee, aber auch von Kakao und Kautschuk in Osttimor. Der Film verwendete einige Aufnahmen aus Colónia de Timor erneut und zeigte propagandistisch dabei auch die wiederhergestellte Ordnung und gute Arbeitsverhältnisse in Portugiesisch-Timor.
In den 1950er Jahren folgten dann eine Reihe weiterer Dokumentarfilme und Beiträge aus Osttimor für die portugiesischen Wochenschauen. Zu nennen dabei insbesondere die Dokumentationen der vom portugiesischen Anthropologen António de Almeida (1900–1984) angeführten Forschungsrundreisen Missão Antropológica de Timor ab 1953, die etwa 155 Minuten Filmaufnahmen des portugiesischen Anthropologen Ruy Cinatti aus dem Jahr 1962, die sich heute im Museu Nacional de Etnologia in Lissabon befinden, und die Aufnahmen der Geografin Raquel Soeiro de Brito (* 1925) während ihrer Arbeitsreisen durch die portugiesischen Kolonien 1970–1973.
1947 plante der portugiesische Regisseur Fernando Garcia (1917–2008) den ersten Spielfilm Osttimors, dessen Handlung dort während des Zweiten Weltkriegs in der Zeit zwischen 1941 und 1945 angesiedelt sein sollte. Das Projekt mit dem Arbeitstitel Tragédia em Timor (portugiesisch für: Tragödie in Timor) der Produktionsfirma Cineditora, das mit umfangreichen Recherchen und der Nutzung rarer Originalaufnahmen der japanischen Invasoren 1942 vorbereitet wurde, erzählte anhand einer fiktiven portugiesischen Familie das Schicksal der timoresischen Bevölkerung, vor allem aber der weißen Landwirte und Agrarunternehmer während des Krieges. Aus unbekannten Gründen wurde das Projekt dann nicht weiter verfolgt, was im Einklang mit der weiterhin geringeren Aufmerksamkeit des kolonialen Estado-Novo-Regimes für Portugiesisch-Timor im Vergleich zu seinen afrikanischen Besitzungen stand.
Erst lange nach Ende der portugiesischen Kolonialherrschaft 1975 und dem Ende der anschließenden indonesischen Annexion 2002, wurde mit A Guerra da Beatriz im Jahr 2013 der erste Spielfilm in Osttimor produziert. 2017 erschien mit Abdul & José der erste von Osttimoresen selbst produzierte Dokumentarfilm.
2019 startete mit dem Dili International Film Festival das erste Filmfestival des Landes, das mit seinem Wettbewerb und seinen begleitenden Vorträgen, Workshops für Filmschaffende und Filmvorführungen in ländlichen Ortschaften ein weiterer bedeutender Schritt in der Entwicklung einer osttimoresischen Filmwirtschaft mit osttimoresischen Filmschaffenden und einem interessierten Publikum darstellt. Mit seinem Wettbewerb für osttimoresische Kurzfilme ist es dabei ein wichtiges Forum für die langsam aufkommende Filmproduktion im Land.

## Filmschaffende und Produktionsbedingungen

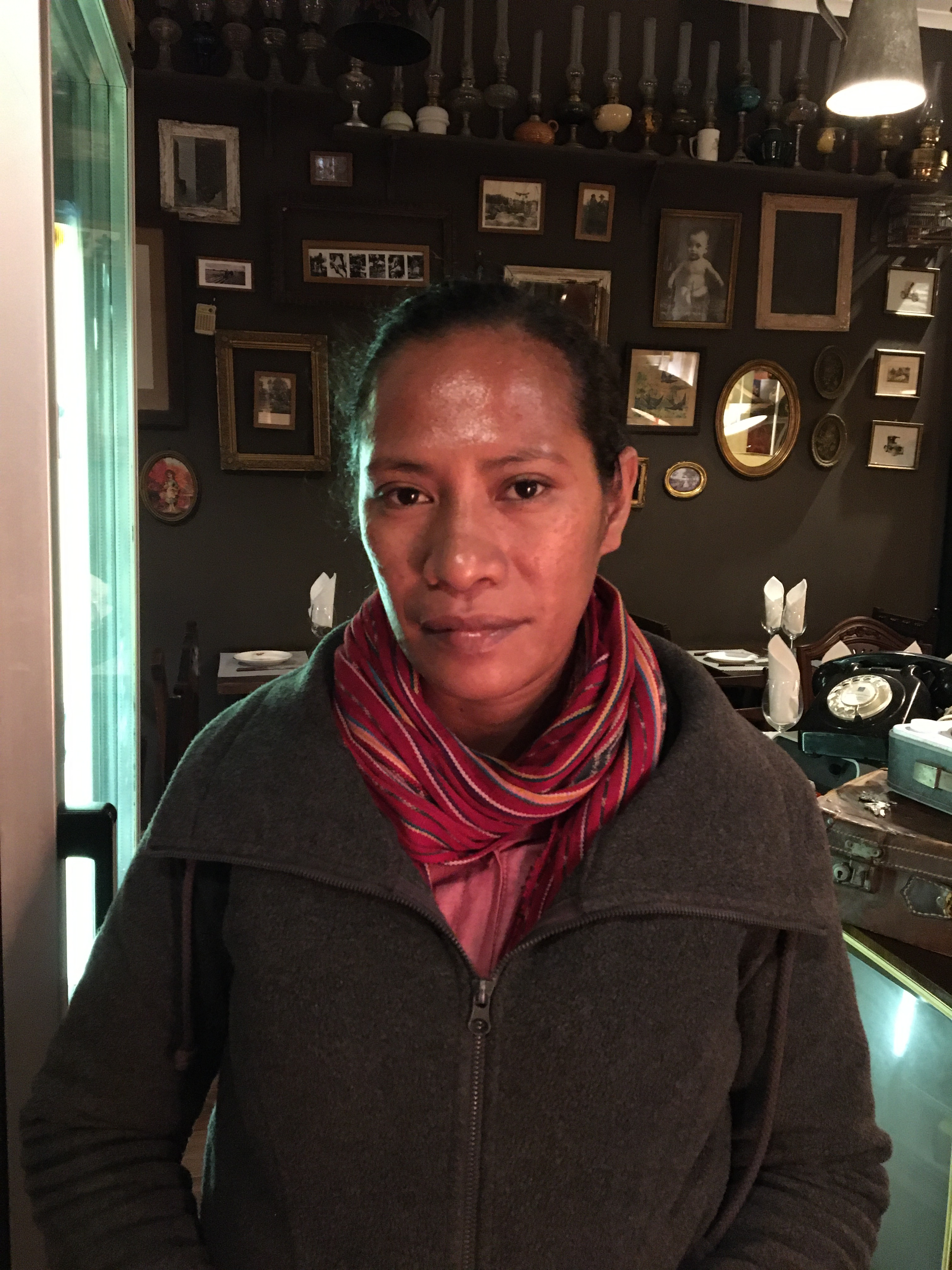
Bety Reis bei einem Treffen Kreativer aus der portugiesischsprachigen Welt 2020 in Lissabon.

Mangels entwickeltem Markt (es gibt nur ein kommerzielles Kino im Land) und der noch schwachen Wirtschaft in dem kleinen Land entwickelt sich eine Filmwirtschaft nur langsam. Erste Kinofilme und Fernsehserien haben aber einfache Möglichkeiten aufgezeigt und mitgeholfen, solche zu eröffnen. Die internationale Aufmerksamkeit für die erste osttimoresische Spielfilmproduktion der Regisseurin Bety Reis 2013 und die erste rein osttimoresische Telenovela des staatlichen Fernsehsenders Rádio e Televisão de Timor-Leste, die in 20 Folgen ausgestrahlte Serie Laloran Justisa, markierten einen ersten möglichen Aufbruch in verschiedene Richtungen.
Zahlreiche Filme entstehen in Osttimor heute parallel in einfacher Herstellungsweise, oft mit dem Mobiltelefon gefilmt. Einer der wichtigsten Sponsoren ist dabei das Mobilfunkunternehmen Timor Telecom, auf deren YouTube-Kanal gelegentlich so gesponsorte Filme auch veröffentlicht werden. Diese Art Nachwuchswerke werden überwiegend nur in sozialen Netzwerken oder auf den YouTube-Kanälen der meist jungen Filmemacher veröffentlicht.
Filmfestivals und mit ihnen Workshops, die internationale Filmschaffende und mit ihnen Know-how und Kontakte nach Osttimor bringen, sollen die Anzahl, aber auch die Qualität und Bandbreite der osttimoresischen Filmproduktion verbessern. Zu nennen das 2015 erstmals in Osttimor Station genommene Festival des portugiesischsprachigen Films, das FESTin, und insbesondere das 2019 gestartete Dili International Film Festival.

## Filme
Die ersten portugiesischen Dokumentarfilme entstanden ab 1949, oftmals im Spannungsfeld zwischen wissenschaftlicher Ethnologie und kolonialer Propaganda des Estado-Novo-Regimes.
Nach einem ersten, schließlich nicht realisierten Spielfilmprojekt des Portugiesischen Films 1947 wurde erst einige Jahre nach der endgültigen Unabhängigkeit des Landes 2002 der erste reguläre Spielfilm des Landes produziert. A Guerra da Beatriz der jungen osttimoresischen Regisseurin Bety Reis und des italienisch-australischen Regisseurs Luigi Acquisto lief auf einigen internationalen Filmfestivals und wurde auch prämiert.
Seither entstanden einige lange und kurze Filme, sowohl Spielfilme als auch Dokumentarfilme, und auch Animationsfilme waren schon dabei, in australisch-osttimoresischer Koproduktion.

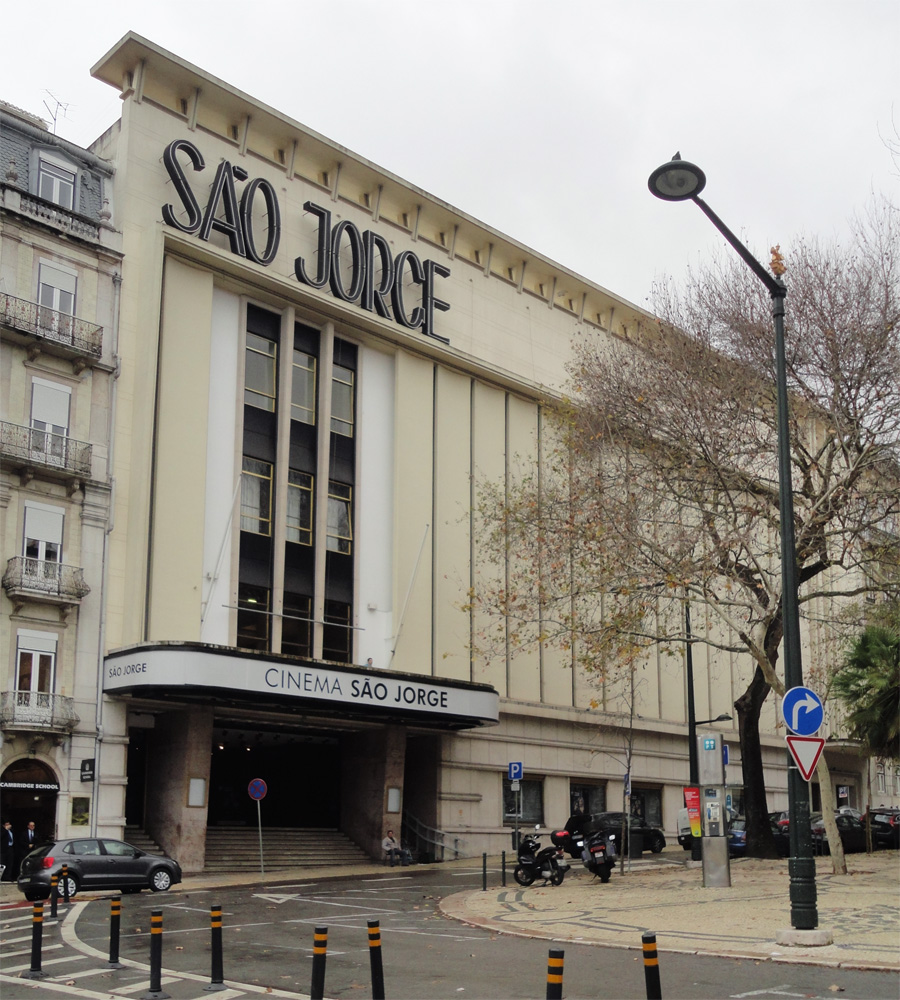
Das Lissabonner Premierenkino Cinema São Jorge, das Hauptkino des FESTins, bei dem regelmäßig auch Filme und Filmschaffende aus Osttimor vertreten sind und sich mit anderen austauschen.

## Filmfestivals
Das erste Filmfestival im Land ist das 2019 gegründete Dili International Film Festival (DIFF), das für den 25. September 2025 seine siebte Auflage angekündigt hat.
Das wandernde Filmfestival des portugiesischsprachigen Films, das FESTin, machte bereits zweimal Station in Osttimor, erstmals das FESTin 2015 und zuletzt (Stand 2024) das FESTin 2017, das in Dili und Baucau mit elf Filmen, Vorträgen und Workshops stattfand. Bereits seit der ersten Ausgabe des Festivals, dem FESTin 2010, sind Filme aus Osttimor beim FESTin vertreten.
Daneben werden weitere Filmschauen und Festival-ähnliche Veranstaltungen in Osttimor veranstaltet. So finden regelmäßig Filmzyklen und Werkschauen in den Räumen der Fundação Oriente oder des portugiesischen Kulturinstituts Instituto Camões statt und werden von Kulturstiftungen, privaten Initiativen, vom brasilianischen Kulturinstitut Instituto Guimarães Rosa oder auch von den Botschaften Brasiliens und Portugals, aber auch Australiens, Deutschlands und anderen in Osttimor ausgerichtet.

## Kinos

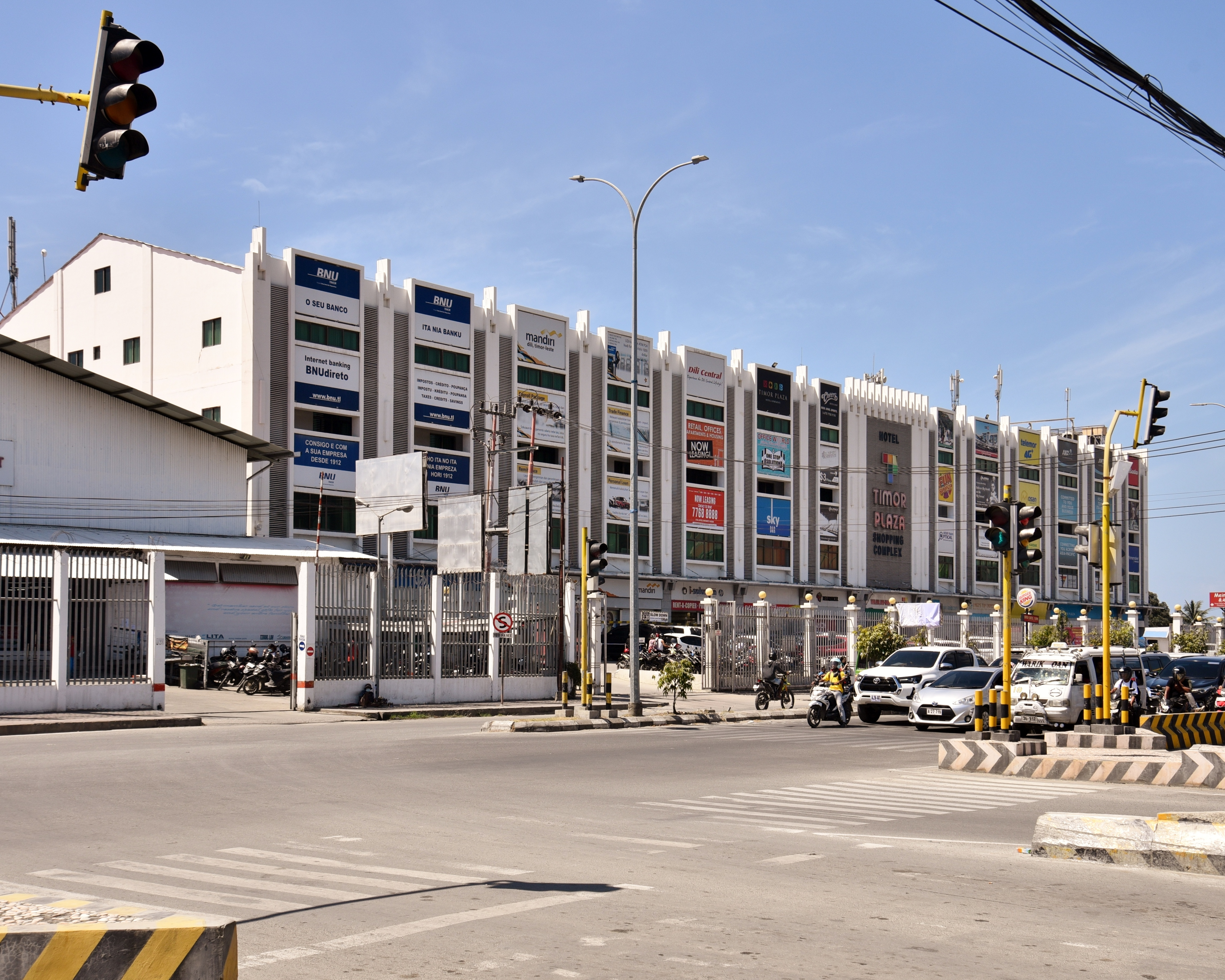
Das 2011 eröffnete Einkaufszentrum Timor Plaza in der Hauptstadt Dili beherbergt das einzige kommerzielle Kino des Landes.

In der Hauptstadt Dili befindet sich das einzige Kino des Landes (Stand 2024), das Platinum Cineplex Timor Leste im 2011 eröffneten Einkaufszentrum Timor Plaza. Vor 2001 soll es mit dem Dom Paulo Cinema/Bioskop in der Rua Travessa de Belfonte nahe der Avenida Nicolau Lobato bereits ein erstes Kino gegeben haben, das aber nicht mehr besteht.
Als wanderndes Freiluftkino zeigt Cinema Loro Sa'e während der Trockenzeit vor allem in kleineren Ortschaften in Osttimor Filme. Das Cinema Loro Sa'e ist ein öffentlich gefördertes osttimoresisches Unternehmen, das von der gemeinnützigen australischen Film-Initiative Screens Without Borders 2010 gegründet wurde.